# Робиате
Робиа̀те (на италиански: Robbiate, на западноломбардски: Robiàa, Робиаа) е градче и община в Северна Италия, провинция Леко, регион Ломбардия. Разположено е на 265 m надморска височина. Населението на общината е 6106 души (към 2014 г.).